# Cho Ho-sung
Dans ce nom coréen, le nom de famille, Cho, précède le nom personnel.
Cho Ho-sung, né le 15 juin 1974, est un ancien coureur cycliste sud-coréen. Spécialisé dans plusieurs disciplines sur piste, il a été quatre fois médaillé d'or lors de Jeux asiatiques et cinq fois lors de championnats d'Asie. Il a été médaillé de bronze de la course aux points aux championnats du monde de 1999. Il a participé trois fois aux Jeux olympiques, en 1996, 2000 et 2012. Il a notamment été quatrième de la course aux points à Sydney en 2000. Il est actuellement directeur sportif de l'équipe Seoul
Seoul.

## Palmarès sur piste

### Jeux olympiques
- Atlanta 1996
  - 7e de la course aux points
- Sydney 2000
  - 4e de la course aux points
- Londres 2012
  - 11e de l'omnium

### Championnats du monde
- Berlin 1999
  -  Médaillé de bronze de la course aux points
- Melbourne 2012
  - 6e de l'omnium

### Coupe du monde
- 1999
  - 2e de la course aux points à Fiorenzuola d'Arda
- 2000
  - 1er de la course aux points à Turin
- 2001
  - 1er de la course aux points à Pordenone
- 2010-2011
  - 2e de l'omnium à Manchester
- 2011-2012
  - 2e de l'omnium à Astana
  - 2e de l'omnium à Londres

### Jeux asiatiques
- Bangkok 1998
  -  Médaillé d'or de la poursuite par équipes
  -  Médaillé d'argent de la course aux points
- Pusan 2002
  -  Médaillé d'or de la course aux points
  -  Médaillé d'or de l'américaine
- Guangzhou 2010
  -  Médaillé d'or de la poursuite par équipes (avec Hwang In-hyeok, Jang Sun-jae et Park Seon-ho)
- Incheon 2014
  -  Médaillé d'argent de l'omnium

### Championnats d'Asie
- Quezon City 1995
  -  Champion d'Asie de la course par élimination
- Kaohsiung-Taichung 2001
  -  Champion d'Asie de la poursuite par équipes
  -  Champion d'Asie de la course aux points
  -  Champion d'Asie de la course par élimination
- Ludhiana 2005
  -  Champion d'Asie du keirin
  -  Médaillé d'argent de la vitesse par équipes
- Charjah 2010
  -  Champion d'Asie de la poursuite par équipes (avec Hwang In-hyeok, Jang Sun-jae et Park Seon-ho)
  -  Champion d'Asie de la course aux points
  -  Champion d'Asie de l'omnium
- Nakhon Ratchasima 2011
  -  Champion d'Asie de l'omnium
- New Dehli 2013
  -  Champion d'Asie de la course aux points
  -  Champion d'Asie du scratch
- Astana 2014
  -  Champion d'Asie du scratch
  -  Médaillé de bronze de la poursuite par équipes

## Palmarès sur route

### Par années
- 2000
  - Circuit des Monts de Blond
  - Nocturne de Poitiers
  - 2e du Trophée des champions
- 2002
  - 9e étape du Tour du lac Qinghai
- 2009
  - 1re étape du Tour de la CABA
  - Grand Prix de Lignac
  - Grand Prix d'Availles-Limouzine
  - Grand Prix Christian Fenioux
  - Tour de Séoul
- 2010
  - 2e du Grand Prix de Tours
  - 3e du Critérium du Printemps
- 2011
  - 3e, 4e et 6e étapes du Tour de Thaïlande
  - Prix de Jura Nord
- 2012
  - Grand Prix de Bohas
  - Grand Prix de Quessoy
  - Grand Prix de Lanester
  - Prix de la Plaine Tonique
- 2013
  - 3e et 5e étapes du Tour de Thaïlande
  - 7e étape du Tour de Corée

### Classements mondiaux
| Année         | 2010 | 2011 | 2012 | 2013 |
| ------------- | ---- | ---- | ---- | ---- |
| UCI Asia Tour | 53e  | 116e |      | 125e |